# Dobrotica
Dobrotica (bułg. Добротица, rum. Dobrotici lub Dobrotiţă, gr. Τομπροτίτζας) – władca Despotatu Dobrudży w latach 1347 do ok. 1386.
Pochodzenie etniczne Dobroticy jest niejasne (Wołoch, Bułgar).  W 1346 Dobrotica i jego brat Teodor zostali wysłani wraz z 1000 żołnierzami na pomoc bizantyńskiej cesarzowej Annie Sabaudzkiej w wojnie domowej przeciwko Janowi VI Kantakuzenowi. Obu wysłał na tę wyprawę ich brat Balik, po którego śmierci ok. 1347 władzę nad państwem odziedziczył Dobrotica, a po nim jego syn Iwanko. Państwo Dobroticy sięgało od Morza Czarnego do pasma Starej Płaniny i twierdzy Emona (w pobliżu przylądka Emine). Od imienia Dobroticy Turcy nazwali te ziemie Dobrudżą.
Nieznana z imienia córka Dobroticy poślubiła Michała Paleologa, gubernatora Mesembrii.